# セバスティアン・オルダーハイム
セバスティアン・オルダーハイム（Sebastian Olderheim, 2007年7月8日 - ）は、ノルウェー・アーケシュフース県アスケー出身のサッカー選手。アデコリーガエン・スターベクIF所属。ポジションはMF。

## クラブ経歴

### スターベクIF
2022年8月に15歳でスターベクIFのトップチームに昇格し、プロ契約を締結。更に2023年9月には2026年までの3年契約に合意。11月5日のFKボデ/グリムト戦で、後半38分に起用され、プロデビュー。翌2024年シーズンはアデコリーガエン (2部リーグ)でのプレーとなったものの先発に定着し、チームの中心選手に成長。同年10月には、イギリスの有力紙ガーディアンが毎年発表するネクスト・ジェネレーションの2024年度版の一人に選出された。

## 代表経歴
2022年より、各ユース世代のノルウェー代表に随時招集されている。